# MacGyver
MacGyver je americký akční televizní seriál, který vytvořil Lee David Zlotoff. Seriál má sedm sérií a celkem 139 epizod a byl původně vysílán na kanále ABC v letech 1985 až 1992. V Česku tento seriál vysílala TV Nova, Prima a TV Barrandov. Hlavní postavou je Angus MacGyver (hraje jej Richard Dean Anderson), bývalý agent, který pracuje pro nadaci Phoenix. Je specialistou na extrémně náročné úlohy. Pomáhá lidem v nebezpečí, ochraňuje nevinné, zachraňuje svět před katastrofami a maří plány zločinců. To všechno pomocí skvělých znalostí zákonů fyziky a chemie. Další postavou je Peter Thornton, MacGyverův šéf a nejlepší přítel.